# 千葉県立夷隅特別支援学校
千葉県立夷隅特別支援学校（ちばけんりつ いすみとくべつしえんがっこう）は、千葉県いすみ市楽町にある公立特別支援学校。知的障害者を教育対象とする。

## 沿革
- 1980年（昭和55年）4月1日 - 千葉県立夷隅養護学校として開校
- 2007年（平成19年）4月1日 - 学校名を現校名に変更

## 学部
- 小学部
- 中学部
- 高等部

## アクセス
- いすみ鉄道国吉駅から徒歩10分。